# Lasioglossum dasiphorae
Lasioglossum dasiphorae är en biart som först beskrevs av Cockerell 1901.  Lasioglossum dasiphorae ingår i släktet smalbin, och familjen vägbin. Inga underarter finns listade i Catalogue of Life.